# San Cristóbal de la Cuesta
San Cristóbal de la Cuesta ist eine westspanische Gemeinde (municipio) in der Provinz Salamanca in der Autonomen Gemeinschaft Kastilien-León und hatte 2024 insgesamt 1.143 Einwohner.

## Geographie
San Cristóbal de la Cuesta liegt etwa 10 Kilometer nordnordöstlich vom Stadtzentrum Salamancas.

## Bevölkerungsentwicklung
Im Gegensatz zu der Bevölkerungszahl anderer Gemeinden in der Region hat die von San Cristóbal de la Cuesta deutlich zugenommen. Mit der Errichtung größerer Wohnanlagen und Reihenhäusern (die Urbanización Los Cañizales) in den 2000er Jahren stieg die Einwohnerzahl der Gemeinde stark an.
| Jahr      | 1900 | 1950 | 1970 | 1981 | 1991 | 2001 | 2011 | 2021 |
| Einwohner | 366  | 364  | 301  |      | 243  | 390  | 980  | 1029 |

## Bauwerke
- Christopheruskirche (Iglesia de San Cristóbal) aus dem 16. Jahrhundert

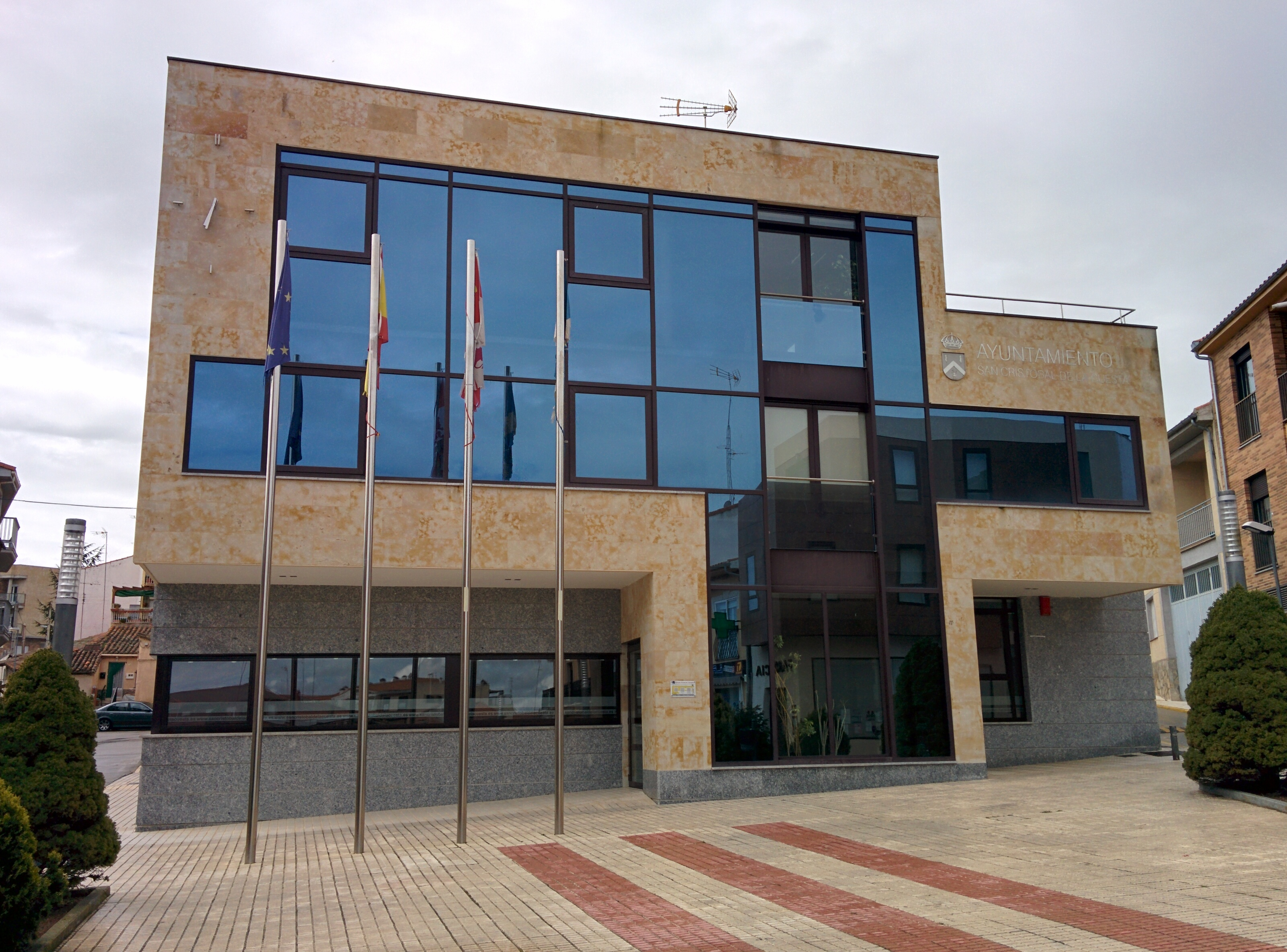
Rathaus

- Rathaus